# Petunidină
Petunidina este un compus organic natural, aparținând clasei antocianidinelor metoxilate (este un derivat 5'-metoxilat de delfinidină). Este un pigment vegetal și se regăsește în fructe roșii, precum cele de Aronia sp., Amelanchier alnifolia sau în struguri.